# 热血狂篮
《热血狂篮》是一部关于篮球题材的偶像剧，由爱奇艺、芒果娱乐、天浩盛世影业联合出品，芭乐传媒联合承制，导演成志超执导，并且由佟梦实、邢菲、聂子皓、曹煜辰、涂冰、杨业明、李汶翰等演员主演。该剧于2017年6月22日在武汉开机、2017年9月27日杀青。该剧于2018年5月16日爱奇艺独播，爱奇艺VIP会员抢先看。

## 播放時間及平台
| 頻道   | 所在地          | 首播日期      | 备注                                                       |
| ------ | --------------- | ------------- | ---------------------------------------------------------- |
| 爱奇艺 | 中国大陆 · 臺灣 | 2018年5月16日 | 爱奇艺视频VIP会员：抢先看 非会员：每周三、周四20:00更新2集 |

## 演員表

### 领衔主演
| 演員             | 角色   | 简介 | 配音     |
| 佟梦实           | 楚逍   | 华阳学院校篮球队队员 擅長打街球。絕招流光戰步 因挚友乔子俊而与籃球結緣。雲揚的好友兼室友。 回国後因心理阴影無法投篮，後在裴晨冰的幫助下克服。                                                                                   | 杨天翔   |
| 邢菲             | 裴晨冰 | 华阳学院金融系一班班长 华阳学院校篮球队領隊 楚逍女友。大結局飛往美国找乔子俊。 | 乔诗语   |
| 聂子皓           | 海明风 | 华阳学院校篮球队队员 富二代，与秦筝是发小。性格自大且略為自戀 喜欢裴晨冰，最後與陳穎在一起。 |          |
| 曹煜辰（曹曦戈） | 云扬   | 华阳学院校篮球队队长 楚逍好友兼室友，楚逍母親的表姪子，学生会副主席。大三學生，欣賞且認同楚逍的球技，對學生會與對籃球盡職盡責，但對女生沒辦法。絕招移形換影。在某次比賽中傷及腿部而需開刀住院，住院期間將隊長一職交給楚逍擔任。 | 陈张太康 |
| 涂冰             | 秦筝   | 华阳学院校篮球队前領队 艺术大学转校生，与海明风是发小。 喜欢云扬。後為云扬女友。 | 张喆     |
| 赵珞然（小小蕾） | 徐小宁 | 喜欢徐光豪。大力女，能夠雙肩各扛五箱至十箱瓶裝水 与裴晨冰、徐光豪是青梅竹马。 | 李诗萌   |

### 主演
| 演員   | 角色   | 简介 | 配音   |
| 李汶翰 | 裴晨皓 | 华阳学院校篮球队队员 裴晨冰弟弟，楚逍的“十级迷弟”。                                                                                       | 苏尚卿 |
| 王燕阳 | 徐光豪 | 华阳学院校篮球队队员 喜欢徐小寧。性情憨厚，一到球場上立刻爆發驚人實力，十足的野獸派，大二學生，絕招千手觀音。                             | 刘琮   |
| 杨业明 | 叶凡   | 华阳学院校篮球队队员 原為理工球员後轉到华阳。                                                                                             | 梁晓强 |
| 郝平   | 海有为 | 海明风父亲。 |        |
| 张志忠 | 裴回春 | 裴晨冰、裴晨皓的爷爷。是個老中醫，有老人痴呆                                                                                              | 赵述仁 |
| 陈宣铭 | 李志国 | 华阳学院校篮球队队员 海明风的小跟班。外號呆子，總戴著黑框眼鏡愛瞎起鬨，但投球精準。                                                       |        |
| 童苡萱 | 乔然   | 喬子俊的姊姊。林穿杨前女友，因意见不合而分開。 因乔子俊，開始对楚逍展開一连串的報复。                                                     |        |
| 周艺轩 | 乔子俊 | 楚逍挚友，乔然弟弟，喜欢裴晨冰。 因意外成植物人，大结局的他已苏醒过来。                                                                   | 苏尚卿 |
| 朱信宗 | 封城   | 华侨学院校篮球队队长 |        |
| 傅姝阳 | 陈颖   | 学霸 喜欢海明风，後与海明风在一起。 |        |
| 杨川北 | 赵勇   | 华阳学院校篮球队队员 | 张博恒 |
| 蒋思羽 | 李雪   | 秦筝閨蜜。 |        |
| 李世鹏 | 杨睿   | 前篮球队教练。戰術是進攻進攻再進攻，並不惜一切代價，包括球場上的算計，愛找楚逍的碴。                                                      |        |
| 石天硕 | 林穿杨 | 楊睿被開除後 新來的教練。新官上任三把火，密集嚴格的訓練把隊員們折磨的苦不堪言，但也適時點出了隊員們的優劣勢，使個人能夠在場上發揮得更好。 |        |
| 傅天骄 | 徐大成 | 华侨学院校篮球队教練 徐小寧的哥哥。 |        |

## 電視原聲帶
| 曲序 | 曲目                 |               | 作曲     | 编曲          | 演唱者       |
| ---- | -------------------- | ------------- | -------- | ------------- | ------------ |
| 1.   | 热血狂篮（片头曲）   | 零            | 织田哲郎 | 金志文/王传统 | 金志文       |
| 2.   | 瞳术（片尾曲）       | 李奕/小三真子 | 刘佳     |               | 吉克隽逸     |
| 3.   | 篮板下的天空（插曲） | 小三真子      | 刘佳     |               | 曹煜辰       |
| 4.   | 甜蜜轨迹（插曲）     | 小三真子      | 刘佳     |               | 佟梦实、邢菲 |